# Chiesa e convento di Santa Maria del Sepolcro
La chiesa di Santa Maria del Sepolcro è un luogo di culto cattolico di Potenza, sita alla fine del piazzale Aldo Moro nel rione omonimo.

## Storia
La chiesa venne costruita tra gli ultimi anni del XII secolo o i primi del Duecento dall'ordine dei templari. Infatti proprio in quegli anni, fra il 1190 e il 1191, i conti di Santasofia signori di Rivischio, signori di una contrada vicino a Potenza, parteciparono alla terza crociata e tornarono nella città, costruendo il luogo di culto.
Nel 1488, il conte di Potenza, Innico de Guevara, ingrandì e abbellì la chiesa e costruì accanto un convento.
Nel 1647 il vescovo di Potenza, Monsignor Claverio, fu inviato in viaggio apostolico dal papa Innocenzo I a Grumento. Il vescovo fu particolarmente colpito da una reliquia del sangue di Cristo qui conservata e decise di prenderne una parte che tenne per sé a lungo.
La chiesa ed il convento sono da sempre stati affidati all'Ordine dei Frati Minori fino al XIX secolo, quando il convento venne soppresso a causa della soppressione degli ordini religiosi. Quando i frati lasciarono la struttura, i libri e le opere d'arte ivi custodite vennero dispersi o saccheggiati. I francescani ripresero possesso del luogo nel 1938.
Nel convento vissero o passarono frati di Santa vita come il B. Egidio da Laurenzana, preso in considerazione dal Guevara, Ginepro da Potenza, fra' Matteo da Tito, Gianfrancesco Caporella da Potenza e Luigi Filippi da Avigliano.

## Nome
Molte sono le tesi che cercano di spiegare l'origine del nome della chiesa. Una prima ipotesi afferma che i Guevara, conti della città di Potenza, decisero di costruire nel 1488 il loro sepolcro gentilizi. Un'altra tesi afferma che il nome della chiesa derivi dal nome di un casale, casale "Santo Sepolcro", di proprietà dei templari, e situato nei pressi della chiesa nel XIV secolo.
Nel 1312 il Casale passò sotto la giurisdizione del Vescovo di Potenza, Guglielmo, che se ne prese cura e vi aggiunse la denominazione "Santa Maria", forse per l'esistenza nella zona di una cappella o icona dedicata alla Madonna oppure per conquistarsi gli abitanti del posto. Secondo una testimonianza, il toponimo 'Santa Maria' (per indicare zona periferica di Potenza) risalirebbe al XII secolo e sarebbe legato ad un miracolo operato da San Gerardo della Porta: cambiare in vino l'acqua di una fonte che vi sgorgava. Alcuni studiosi ritengono che questo miracolo sia avvenuto nel duomo di Potenza, un tempo dedicato alla Vergine Assunta.

## Architettura

### Esterno
La chiesa è di stile gotico-catalano, a pianta centrale, unica navata. Alla fine degli anni sessanta venne edificato l'attuale convento della fraternità francescana dei minori. Al complesso era affiancato anche un campanile, purtroppo demolito nel 1959.
La facciata principale presenta un portico anteriore a tre archi con stipiti, capitelli e archivolto in pietra lavorata, che termina con un cornicione e un tetto a capanna, con un rosone centrale. Il campanile abbattuto nel 1959 in passato affiancava la facciata principale.
L'ingresso principale è formato da un porticato con modanature in pietra, sormontato da un affresco seicentesco che rappresenta la deposizione. Il portico presenta due portali laterali di pregevole fattura ed un portale centrale ligneo finemente intagliato con motivi floreali e geometrici del 1500. Il tutto è incorniciato dalla pietra calcarea con uno stemma francescano e uno nobiliare.
In facciata sono presenti due stemmi lapidei: simboli dell'ordine francescano. Attorno ad una croce che si intrecciano due braccia: quello di Cristo e quelle di San Francesco entrambe con i segni dei chiodi. L'altro stemma è una croce con l'aggiunta di due simboli della passione: l'asta con la spugna imbevuta d'aceto e la lancia.
L'ingresso principale della Chiesa è costituito da un porticato con semplici modanature in pietra, dove al centro è una pregevole porta lignea del '500 con intagli floreali e riquadrature geometriche sormontata da una lunetta con un affresco datato 1658 rappresentante la Deposizione, racchiuso in una cornice di gusto gotico-catalano, con la scritta:
"O vos omnes qui transitis per viam, attendite et videte si est dolor sicut dolor meus. 1658".
Nel nartece della Chiesa si può leggere un'epigrafe che conferma l'importante ruolo della famiglia comitale (Conti) dei de Guevara nella ricostruzione del cenobio, nell'anno 1488 e la ricostruzione nel 1652. L'iscrizione in latino ricorda, le date significative inerenti al monumento:
```
                    Coenobium hoc
                    A Comitibus Potentinis aedificatum 1488
                    Iam pervetustum
                    Una unio resarcivit 1652
                    Sed si boni
                    Sed si bene
```

### Interno
Internamente la chiesa è suddivisa in due navate. 

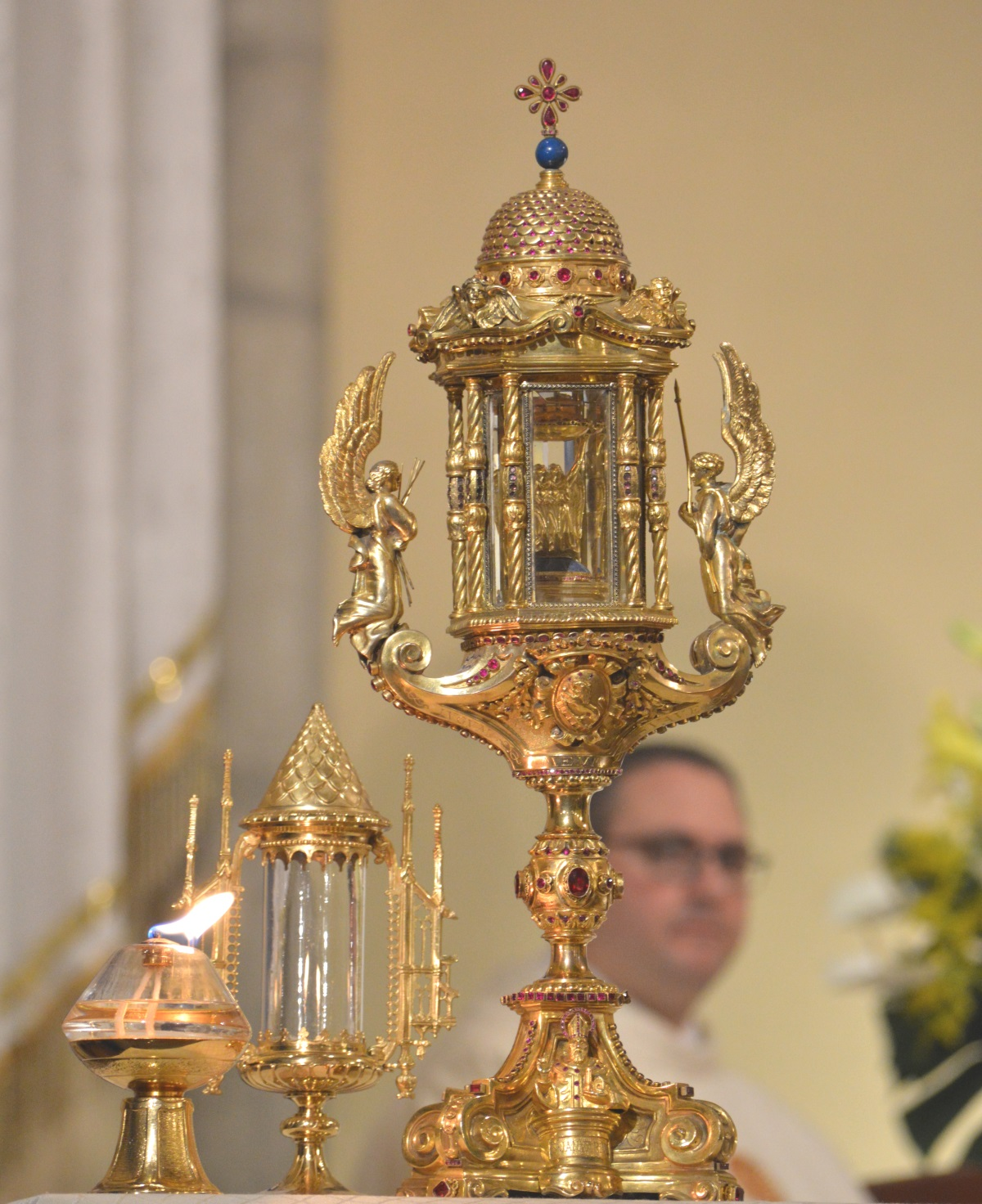
Reliquiario del Preziosissimo Sangue di Cristo

Quella di sinistra è la più antica e fu costruita durante un ampliamento della chiesa nel XVII secolo.
Il soffitto della chiesa è reso pregevole dal soffitto cassettonato in legno policromo dorato ed intagliato voluto dal vescovo Claverio. Sempre il vescovo Claverio fece erigere il grande altare barocco decorato a stucco del Santissimo Sacramento, situato sulla destra della navata. Esso presenta uno sportello dorato che custodisce la reliquia del Santissimo Sacramento. Sempre li venne ospitata la reliquia del sangue di Cristo negli anni in cui si trovò a Potenza. L'altare è decorato con una statua della Vergine su un trono con il Bambino sulle ginocchia, il tutto attorniato da due angeli alati. La statua dovrebbe risalire a un periodo che va dal XV e XVI secolo, e dovrebbe essere stata realizzata da un artista lucano noto come "Maestro di Noepoli".
La Chiesa accoglie anche molte tele di pregevole fattura: un olio su tela che rappresenta la Madonna delle Grazie con San Francesco e San Patrizio, un altro quadro che raffigura la Madonna che appare ai Santi Francesco e Rocco, ed un dipinto che raffigura l'Adorazione dei pastori. Sulla destra l'altare che custodisce la reliquia del Preziosissimo sangue. Papa Francesco in occasione del 460º anniversario dell'arrivo della reliquia ha concesso l'indulgenza plenaria.
L'aula unica della chiesa presenta, sul lato sinistro, quattro archi a tutto sesto che si affacciano su una navata laterale, aggiunta in altra epoca, dove ci sono tre altari barocchi, addossati al muro perimetrale. La navata è chiusa in alto da un grande e pregevole soffitto a cassettoni ottagonali in legno policromo intagliato dorato, fatto eseguire nel XVII secolo dal vescovo Bonaventura Claver, il quale nel 1656 fece anche costruire, sulla parete destra, un pregevole altare, nel quale è visibile al centro la porcella in rame dorato, dove è custodita una reliquia detta del Preziosissimo Sangue di Cristo. 
L'altare è ricco di stucchi e di alcune statue lignee policrome dorate degli arcangeli Michele (che calpesta il drago e impugna una spada fiammeggiante), Gabriele (l'arcangelo dell'Annunciazione a Maria) e Raffaele.
In fondo, arco trionfale a tutto sesto, con colonne in pietra, alla cui base sono riprodotte testine di leoni e foglie e, sui capitelli in alto, foglie d'acanto e leoncelli accosciati, arieti e corolle di fiori.
L'abside a semicupola, in stile gotico catalano, presenta svelti costoloni che si congiungono in chiave dov'è riprodotto il monogramma di Cristo, di San Bernardino.
L'altare, l'ambone ed il fonte battesimale, in pietra, il tabernacolo in rame, e l'articolazione degli spazi liturgici nel presbiterio, sono opera dell'artista francescano potentino Tarcisio Manta, che li ha eseguiti negli anni ottanta.
L'altare è costituito dai caratteristici motivi architettonici gotico-catalani: è possibile apprezzarli nell'arco trionfale, che presenta partizioni in pietra accompagnate da motivi floreali, ed anche nell'abside a pianta poligonale con sottolineature in pietra agli angoli e volta a lunette.
L'abside gotico-catalana è preceduta da una volta a crociera, è scandita dai costoloni rampanti che si uniscono in un anello di pietra con il monogramma bernardiniano IHS, chiave di volta dell'ambiente.
L'abside è illuminata da tre monofore trilobate. La chiave dell'arco trionfale mostra l'immagine di Cristo che emerge a mezzo busto dalla tomba, secondo l'iconografia del "Christ de pitié" che ribadisce il legame della chiesa con il Santo Sepolcro. Nell'abside quattrocentesca restano segni della struttura precedente: una finestrella strombata e brani di muratura a faccia vista.

### I dipinti
Sulla parete a sinistra si ammira una Natività con adorazione dei pastori, tela attribuita per lungo tempo al Ribera, detto lo "Spagnoletto" (sec.XVII), poi ad Onofrio Palumbo e adesso attribuita al Ricca, pittore napoletano del primo Seicento.
Sulla parete destra, presso il presbiterio, troviamo una scultura lapidea, del XIII secolo, proveniente dalla chiesa di Noepoli, raffigurante una Madonna con Bambino tra due angeli.
Altra opera ospitata nella chiesa è l'Immacolata tra San Francesco e San Rocco, tavola di scuola raffaellesca, di equilibrio cromatico e compositivo, della seconda metà del XVI secolo, attribuita a Leonardo da Pistoia. L'impianto compositivo, pur con calibrato equilibrio cromatico dell'insieme, non soltanto di evidente impronta francescana ma ha anche caratteri di una religiosità popolare semplice e chiara. Raffigura la Vergine racchiusa in una mandorla di nubi e di luce, Dio Padre che appare tra nubi dall'alto, mentre i santi in ginocchio contemplano, sullo sfondo di un paesaggio montano.
La chiesa ospita anche un'opera del pittore potentino Antonio Stabile. La tavola, risalente al 1582, di scuola veneziana, raffigura la Madonna delle Grazie col Bambino e San Giovanni tra San Francesco e San Patrizio vescovo; segue gli schemi cari alla devozione francescana ed alla tradizione artistica tardo-manieristica napoletana, opera di una delle più significative personalità della pittura lucana del XVI secolo. Il tema delle grazie è rappresentato dal gesto del piccolo Gesù che fa gocciolare il miracoloso latte materno, mentre la presenza di san Patrizio è motivata dall'esistenza in loco di una sua reliquia.
Nel convento si conserva una tela del Passaggio del Mar Rosso, attribuita erroneamente a Luca Giordano (XVII secolo) e successivamente attribuita a Domenico Polino, pittore Lucano nativo di Irsina.
All'ingresso della chiesa, sotto il pronao, si trova un affresco del 1658 raffigurante la Pietà.
Sulla parete destra della chiesa era collocato un grande Polittico scomposto, comprendente quattro tavole raffiguranti San Pietro, San Girolamo, Santa Caterina d'Alessandria e la Maddalena e due frammenti di predella d'altare, costituiti da quattro pannelli con gli apostoli in gruppi di tre. Il polittico fu rubato negli anni settanta e finora non è stato ritrovato. Attribuito in un primo tempo ad Antonio Solario, detto lo Zingaro, pittore del XVI secolo, è oggi attribuito a Simone da Firenze, della prima metà del Cinquecento.
Nel primo altare della navata piccola sono collocate statue devozionali di San Nicola, Sant'Antonio da Padova, Sant'Anna con la Madonna.
È uno dei 3 luoghi italiani nei quali è presente l'opera del Cristo velato.